# Stig Pettersson
Stig Roland Helmer Pettersson (ur. 26 marca 1935 w Sztokholmie) – szwedzki lekkoatleta, skoczek wzwyż, dwukrotny medalista mistrzostw Europy, trzykrotny olimpijczyk.
Zajął 4. miejsce na igrzyskach olimpijskich w 1956 w Melbourne. Zdobył brązowy medal na mistrzostwach Europy w 1958 w Sztokholmie. Na kolejnych igrzyskach olimpijskich w 1960 w Rzymie zajął 5. miejsce.
Zdobył srebrny medal w skoku wzwyż na mistrzostwach Europy w 1962 w Belgradzie. Na swych trzecich igrzyskach olimpijskich w 1964 w Tokio zajął ponownie 4. miejsce.
Zwyciężył w mistrzostwach nordyckich w 1961 i 1963, a w 1965 zajął 3. miejsce.
Był mistrzem Szwecji w skoku wzwyż w latach 1956–1962 i 1964 oraz wicemistrzem w 1955 i 1963.
Drugi zawodnik mistrzostw Wielkiej Brytanii (AAA Championships) w 1965.
Trzykrotnie poprawiał rekord Szwecji do wyniku 2,16 m (23 sierpnia 1962 w Sztokholmie).
Złoty medalista mistrzostw świata weteranów.
Był chorążym reprezentacji Szwecji podczas otwarcia igrzysk olimpijskich w 1980 w Moskwie.